# 陈松 (1972年)
陈松（1972年7月—），男，中华人民共和国外交官，现任中华人民共和国驻尼泊尔特命全权大使。

## 生平
陈松曾任外交部重要文稿起草办公室主任、外交部政策规划司参赞、常驻联合国代表团公使衔参赞。2020年，任外交部亚洲司副司长。2023年1月，出任中华人民共和国驻尼泊尔大使。